# Huarochirí-Manuskript

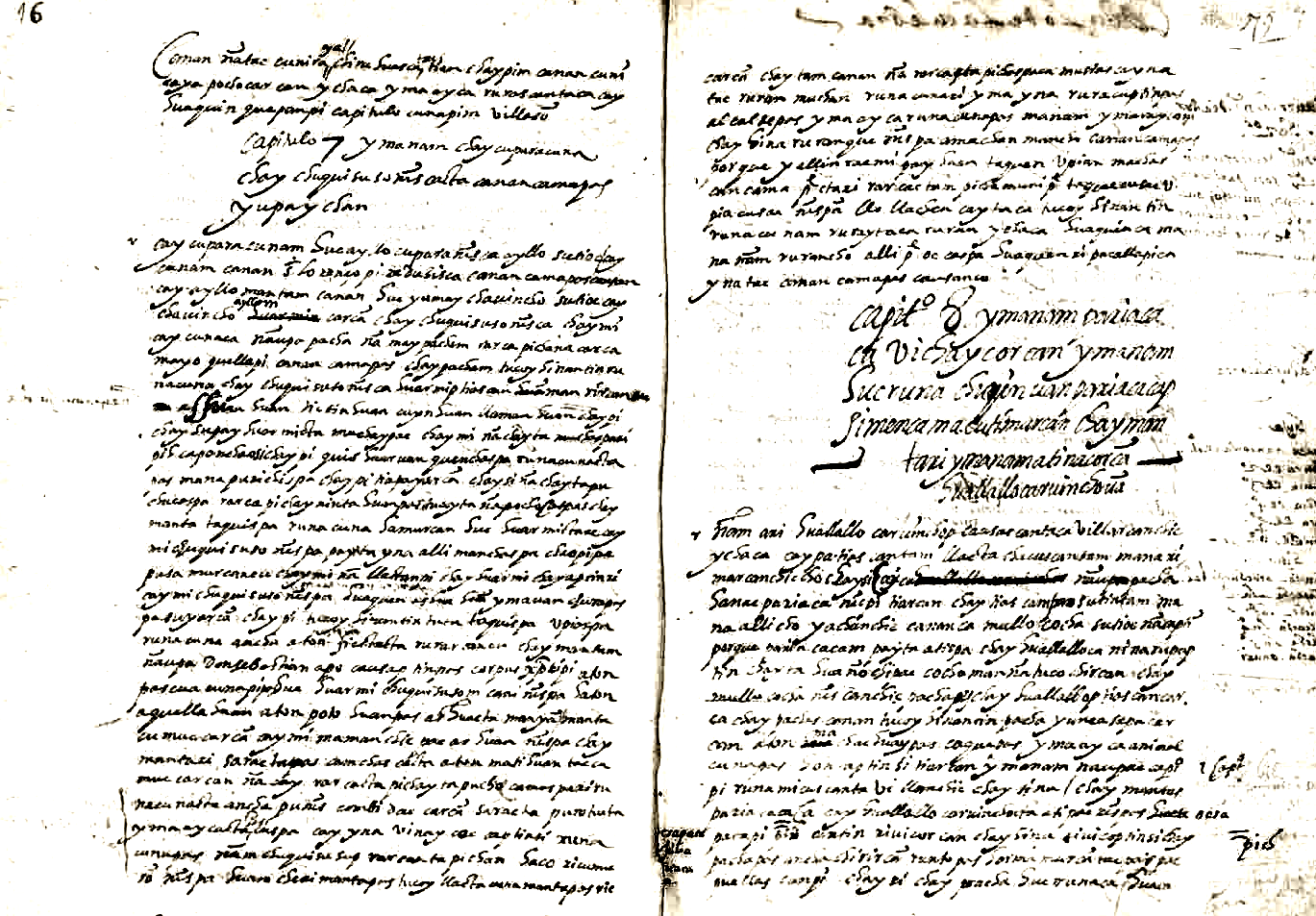
Kapitel 7 und 8 des Huarochirí-Manuskripts, Anfang 17. Jahrhundert

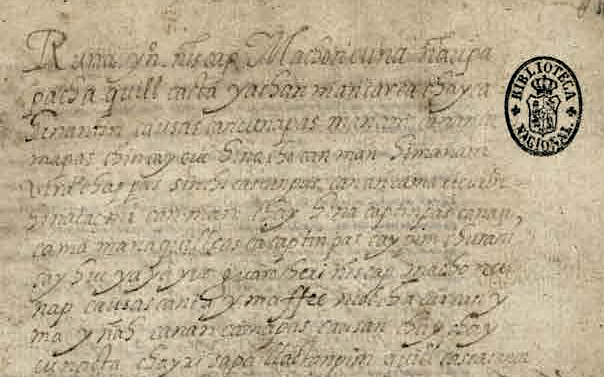
Beginn des Manuskripts: „Hätten die Vorfahren des Menschen, der Indio genannt wird, in alten Zeiten die Schrift gekannt, so würde nicht alles, was sie erlebt haben, heute wie im Entschwinden begriffen sein.“ (laut Trimborn/Kelm 1967)

Das Huarochirí-Manuskript (in moderner Quechua-Schreibweise: Waruchiri) ist ein in Quechua verfasster Text vom Ende des 16. Jahrhunderts, in dem Mythen, religiöse Vorstellungen und Traditionen der Indigenen der Region Huarochirí wiedergegeben werden.
Hauptrollen in den Mythen spielen Berggottheiten (Wak'as), darunter die Gegenspieler Paryaqaqa und Wallallu Qarwinchu, die auch Schutzgottheiten der regionalen Ethnien (Waruchiri, Wanka) darstellen.
Da dieser Text mit seiner detaillierten Beschreibung des traditionellen Glaubens der indigenen Bevölkerung einzigartig ist, stellt er ein wichtiges Denkmal der frühkolonialen Quechua-Literatur dar.
Der Name des ursprünglichen indigenen Autors ist unbekannt. Das Dokument ist im Zuge der Ausrottungskampagne des heidnischen Glaubens des spanischen Geistlichen Francisco de Ávila, entstanden. Eine paläografische Untersuchung widerspricht aber seiner Urheberschaft. Das Manuskript lag jahrhundertelang unbeachtet in der königlichen Bibliothek der spanischen Hauptstadt Madrid.
Der deutsche Ethnologe Hermann Trimborn entdeckte das Dokument in Madrid wieder, übersetzte es ins Deutsche und veröffentlichte es 1939 in einer zweisprachigen Ausgabe. Nachdem der Großteil der Auflage durch den Zweiten Weltkrieg zerstört worden war, erschien 1967 eine erweiterte und überarbeitete Ausgabe. Der peruanische Schriftsteller und Anthropologe José María Arguedas übersetzte den Text 1966 erstmals ins Spanische und veröffentlichte ihn ebenfalls zweisprachig (Quechua und Spanisch).